# 掛谷英紀
掛谷英紀（かけや ひでき、1970年10月11日—），出生於大阪府，是一名日本的資訊媒體學者，東京大學工程學院尖端科際整合工學博士，現任教於筑波大學工程、資訊與系統學院副教授。
NHK訊號阻斷器「イラネッチケー」（字面直譯：不需要NHK）的發明者。
其主要學術研究方向為傳播媒體工程學、3D影像工程學、裸視3D影像顯示、自然語言處理、機器學習等跨領域學科研究。

## 生平
- 1970年 出生於大阪府
- 1993年 取得東京大學理學院生物化學系學士學位[4]
- 1995年 取得東京大學工程學院數學工程與資訊物理（現改組為東京大學資訊科學與科技研究院）碩士學位[4]
- 1998年 取得東京大學工程學院尖端科際整合工學博士學位[4]
- 2001年 筑波大學機械系統工程研究所講師[4]
- 2004年 筑波大學系統資訊工程學研究所講師[4]
- 2007年 筑波大學系統資訊工程學研究所副教授[4]
- 2011年 筑波大學工程、資訊與系統學院副教授[4]